# Cesan-kultúra
A Cesan (Cishan)-kultúra újkőkori kultúra Kína északi területén. Sok hasonlóságot mutat a déli szomszédjával, a Pejlikang (Peiligang)-kultúrával, ezért a szakirodalomban gyakorta Cesan (Cishan)–Pejlikang (Peligang)- vagy Pejlikang (Peligang)–Cesan (Cishan)-kultúra néven hivatkoznak rá. A kb. i. e. 8000 és 5500 között létezett kultúrában kölest, árpát és rizst termeltek, lekóinak a háziasított sertés, baromfi és kutya mellett fontos tápláléka volt a hal is.

## Jellemzői

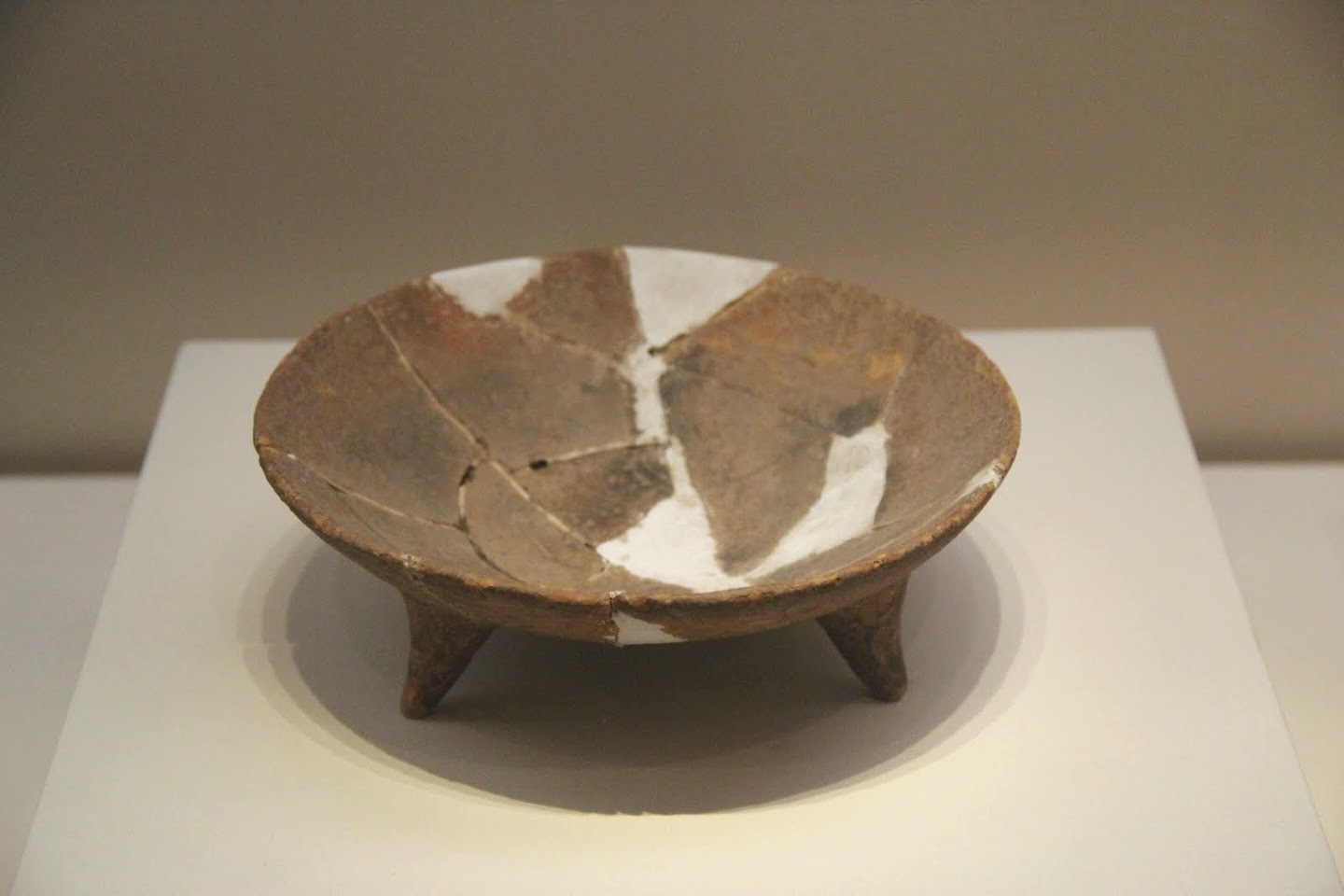
Háromlábú cserépedény

A Cesan (Cishan)-kultúra alapját a mezőgazdaság adta, amelynek keretei között már 10 000 évvel ezelőtt kölest termesztettek. Ezt vadászattal és gyűjtögetéssel egészítették ki. Arra is találtak bizonyítékot, hogy későbbi történelmük során már ismerték, termesztették és fogyasztották az árpát és a rizst is.
A tárgyi leletek között őrlőkövek, kősarlók és háromlábú kerámia-főzőállványok találhatók. Az edényeik zsinőrmintás, nyomott díszítése gyakoribb, mint a szomszédos kultúrákban. A Cesan (Cishan) fazekasok változatos formákban készítettek használati edényeket.
A Cesan (Cishan)-kultúra nem csak a déli szomszédos kultúrával, a Pejlikang (Peligang)gal mutat hasonlóságot, hanem a keleti Pejhszin (Beixin)nel is több hasonlóság figyelhető meg.
A település maradványok alapján megállapítható, hogy az emberek jellemzően köralapú, félig a földbe ásott házakban laktak. Háziasított kutyák, sertések és baromfi maradványok is előkerültek. A fő hústáplálékokat elsősorban a sertés jelentette, de vaddisznóra és szarvasra is vadásztak. Étrendjüket a környező erdőkből olyan gyümölcsökkel egészítették ki, mint a dió, a vadbarack és a vadkörte, de gyűjtögetéssel jutottak hozzá különböző ehető gyökerekhez és gumókhoz is. A kenderrostokból készült háló maradványai arra utalnak, hogy viszonylag fejlett halászattal is foglalkoztak. A régészek több mint 500 földbe ásott gabonatároló gödröt is feltártak, melyek közül a legnagyobb 5 méter mély, és akár 1 tonna gabona tárolására is alkalmas volt.